# A.T.M. A toda máquina!
A.T.M. A toda máquina! o A toda máquina és una pel·lícula mexicana filmada en 1951 i protagonitzada per Pedro Infante i Luis Aguilar i dirigida per Ismael Rodríguez.
Es tracta d'una comèdia que conta la història de dos amics joves, solters, a més de ser membres de l'Esquadró de la Policia Federal de camins de la ciutat de Mèxic, que protagonitzen una relació d'amor odio, plena d'embolics, situacions divertides, equívocs romàntics, tot emmarcat en l'ambient i escenari de la capital mexicana de mitjan segle xx.

## Argument
Pedro Chávez (Pedro Infante) és un rodamón que busca refer la seva vida mentre Luis Macías (Luis Aguilar) cerca un amic sincer, tots dos es coneixen en una prova de motociclisme per a ingressar a l'acadèmia de trànsit. Luis com a participant i Pedro com a simple espectador.
Luis decideix donar una oportunitat al rodamón a pesar que tantes vegades s'han aprofitat d'ell robant-lo. Després de començar a viure junts, Luis aconsegueix entrar a l'esquadró per haver estat qui obtingués la millor puntuació en la prova, Pedro vol unir-se també i amb una mostra de determinació alhora que desvergonyiment l'aconsegueix.
A partir d'aquí els embolics no es fan esperar perquè resulta que Pedro també és un expert motociclista i comencen a competir pel lloc de comandant que serà atorgat a qui guanyi en el gran esdeveniment que se celebrarà en la plaça Mèxic unes setmanes més tard, la competència entre aquests dos no es limita al treball i es reflecteix en tots els aspectes de la seva vida pel que la seva convivència es converteix en un veritable desastre.
Per si això fos poc, Pedro Infante porta una "maledicció" des de la infància pel que li porta desgràcies a qualsevol persona a qui demostri el seu afecte, així sigui un gos, una mestra o una dona (de fet va estar en presó per haver admès que "per la seva culpa" van assassinar una dona en demostrar-li Pedro el seu afecte.)
Malgrat buscar tots dos a un amic sincer les desventures de la vida els ha fet desconfiats i puntimirats, contínuament posen a prova l'amistat de l'altre fent-li alguna entremaliadura perquè a continuació l'altre vulgui rescabalar-se per la qual cosa "la hi deuen i la hi paguen" contínuament.
Finalment arriba el dia de l'esdeveniment per a l'esquadró i tots dos comencen a trencar contínuament el programa intentant superar a l'altre realitzant sorts no programades, atès que aquest piqui posa en perill l'esdeveniment tots dos són castigats i suspesos. Malgrat això tots dos decideixen simultàniament executar l'esdeveniment de la tarda: la sort de "la casa en flames" que consisteix a travessar una casa de fusta en foc, encenen la seva motocicleta i es llancen al túnel intentant guanyar el pas a l'altre, al moment d'entrar a la casa en flames, aquesta explota i tots dos són portats en ambulància a l'hospital.
Estant tots dos greument ferits se sinceren i confessen que tantes mostres d'odi eren en realitat una amistat, la que tots dos havien estat buscant per tant de temps, Pedro ofereix la seva mà a Luis just a temps perquè l'ambulància que porta a tots dos xoc, malgrat l'aparatós de l'accident els dos sobreviuen i fent cas omís de la maledicció de Pedro, tornen a donar-se la mà.

## Repartiment
- Pedro Infante - Pedro Chávez
- Luis Aguilar - Luis Macías
- Aurora Segura - Guillermina
- Alma Delia Fuentes - Anita
- Delorice Archer - Gringuita
- Emma Rodríguez - Doña Angustias
- Carlos Valadez - Tarcisio
- Consuelo Pastor - María Luisa
- Amelia Wilhelmy - Automovilista viejita
- Pedro de Urdimalas - Locutor
- Ángel Infante - Comandante
- Salvador Quiroz - General
- Luis Leal Solares - Comandante
- Alfonso Carti - Policía
- Jorge Casanova - Hombre escandaloso
- José Chávez - Esbirro de Pepe
- Manuel de la Vega - Pepe, novio celoso
- Magda Donato - Mrs. Hayworth
- Pedro Elviro - Mendigo
- Ana María Hernández - Clienta club
- Rogelio 'Frijolitos' Jiménez Pons - Hijo de Doña Angustias
- Myron Levine - Cliente club
- Blanca Marroquín - Enfermera en ambulancia
- Pepe Martínez - Mayordomo
- Héctor Mateos - Mayordomo en quinceañera
- Francisco Pando - Invitado
- Carlos Rincón Gallardo - Esposo de Angustias
- Ismael Rodríguez - Hombre cuelga telefono
- Ángela Rodríguez - Pasajera carro de Guillermina
- Beatriz Saavedra - Pasajera carro de Guillermina
- Salvador Terroba - Esbirro de Pepe
- Manuel Trejo Morales - Doctor en ambulancia
- Hilda Vera - Invitada

## Recepció
Aquesta cinta va tenir una seqüela en ¿Qué te ha dado esa mujer? de 1952.
Totes dues cintes formen part de l'anomenada Època d'Or del cinema mexicà. Aquest film ocupa el lloc 55 dins de la llista de les 100 millors pel·lícules del cinema mexicà, segons l'opinió de 25 crítics i especialistes del cinema a Mèxic, publicada per la revista Som en juliol de 1994.